# Diaconat féminin

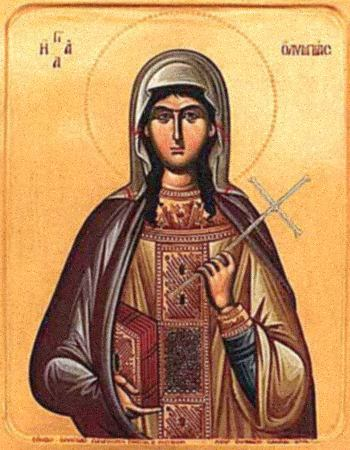
Icone d'Olympe de Constantinople (368–408), diaconesse de l'Église primitive

Dans les Églises chrétiennes, le diaconat féminin est une fonction exercée par des femmes, les diaconesses, ou femmes-diacres analogue à celle des diacres chez les hommes, consistant à assister le chef d'une église dans la conduite de sa communauté.
Le diaconat féminin existait dans les débuts de christianisme avant de disparaitre au cours du XIIe siècle en Occident et XVIe siècle en Orient. Réapparu dans les Églises protestantes dès le XVIe siècle, sa remise en place dans les Églises orthodoxes et catholiques est en cours de discussion depuis le milieu du XXe siècle.

## Églises primitives
Dès les tout premiers débuts de l'église chrétienne les femmes jouent un rôle dans l'organisation des communautés et la transmission de la parole, offrant leur maison, aidant à la prédication et au baptême. Certaines d'entre elles sont mentionnées dans des passages des Actes des apôtres ou des Épîtres de Paul, dont la plus célèbre est Phœbé, citée en premier dans la liste des recommandations de l'Épître aux Romains, qui porte explicitement le titre de diaconesse de l'église de Cenchrées. Leur rôle y est mentionné : accueil mais aussi prophétisation,. Cependant, elles ne sont pas choisies, ni quand il s'agit d'être envoyées en mission, ni quand il s'agit de faire partie des diacres organisant le service autour des prédicateurs.
Des écrits comme ceux d'Ignace d'Antioche ou Polycarpe de Smyrne attestent l'existence d'un corps particulier composée de femmes non nécessairement veuves ayant une part active dans la religion chrétienne naissante.
Dès le IVe siècle et jusqu'au XVIe siècle, des documents liturgiques attestent l'existence d'un diaconat féminin avec une ordination comportant imposition des mains et épiclèse. Sur la nature de celle-ci, les avis sont partagés, certains n'y voient qu'une simple bénédiction et non une véritable ordination mais d'autres font remarquer que, puisque le rituel est identique à cette époque pour les diacres et les diaconesses, les deux statuts devaient être pensés comme équivalents. On sait, par exemple, que des diaconesses ont œuvré à la Basilique Sainte-Sophie au cours du VIe siècle, elles devaient être âgée de plus de 40 ans, vierges ou veuves et recevaient une ordination. Concernant leurs rôles, il a probablement varié durant cette longue période et selon les lieux. Cela allait de l'assistance des femmes lors de leur baptême et d'intermédiaires entre les femmes et les ministres masculins des communautés, jusqu'aux rôles d'enseignantes, de directrices de conscience, d'animatrices de prières, de visites des malades et d'onctions de baptême. À cela, on peut ajouter qu'elles catéchisaient les enfants et les femmes et étaient chargées de la charité. Elles pouvaient se placer dans la hiérarchie, après les diacres et avant les sous-diacres. Et on a trace aussi de leur participation à la liturgie, principalement par des lettres de papes se plaignant de voir des femmes servir à l'autel.
Les arguments pour les éloigner de l'autel et de tout ministère sont analogues à ceux énoncés pour leur refuser la prêtrise : le nouveau testament ne leur auraient pas donné un statut officiel contrairement à celui de diacres, elles ne pourraient pas représenter, en tant que femme, la figure masculine de Jésus-Christ, le femme serait par nature hiérarchiquement soumise à l'homme, leur impureté, notamment l'impureté menstruelle, ne leur permettrait pas de s'approcher ou toucher les instruments de l'eucharistie,.
La disparition progressive du baptême d'adulte par immersion et la reprise en main par des hommes des fonctions caritatives rendent leur rôle moins utile. L'orientation du statut de diacre comme porte d'entrée vers la prêtrise et le développement en parallèle des ordres religieux féminins contribuent à la disparition de ce statut. Déjà le premier concile d'Orange, celui d'Épaone, et celui d’Orléans de 533 envisagent une suppression de l'ordre des diaconesses mais celui-ci subsiste encore dans certaines régions en Occident jusqu'au XIe siècle. En Orient, des diaconesses sont encore ordonnées au XIIIe siècle à Constantinople et persistent dans des communautés nestoriennes jusqu'au XVIe siècle.

## Diaconat féminin protestant
Lors de la naissance des mouvements réformés, la question du diacre et de la diaconesse se pose à nouveau. Pour des réformateurs comme Martin Luther et Ulrich Zwingli, le diacre n'a qu'une fonction caritative et sociale.
Jean Calvin veut restaurer le diaconat tel qu'il existait dans les églises primitives. Il le voit principalement comme un diaconat caritatif. Il veut réinstituer un statut de diacre avec imposition des mains en y incluant les femmes mais son projet échoue partiellement : on lui refuse l'imposition des mains et la fonction diaconale des femmes.
C'est hors de Genève que le diaconat féminin va s'épanouir dès la seconde moitié du XVIe siècle. C'est un diaconat concernant le soin des pauvres , avec aide au travail, orphelinats, asiles de vieillard, hospices d'aliénés, maisons de travail ou de correction, hôtelleries. Les diacres et diaconesses organisent des collectes de vêtements, procurent du travail aux indigents, vérifient la qualité de pauvre, s'occupent des femmes à marier, forment les enfants, gèrent des finances, aident à la préparation des futurs pasteurs.
La seconde étape du développement du diaconat féminin protestant a lieu dans le courant du XIXe siècle, à l'occasion du Grand réveil. Dans toute l'Europe et aux États-Unis naissent des communautés de diaconesses orientées vers le soin, l'enseignement ou la charité. Il s'agit d'un diaconat laïque qui n'est pas mis sous l'autorité d'une église. L'Église épiscopalienne des États-Unis est la première à restaurer l'ordre des diaconesses en le plaçant sous l'autorité d'un évêque. Elle est suivie, six ans plus tard, par l'église anglicane d'Angleterre qui ordonne en 1861 Elizabeth Ferard (en) comme diaconesse officialisant les mouvements de charité en les associant à une paroisse. Le rôle des diaconesses reste principalement centré sur le soin, l'enseignement mais parfois aussi le prêche.
C'est au cours du XXe siècle que se pose la question de redonner aux diaconesses une vocation pastorale. Dès 1902, en France, lors du congrès du diaconat qui se tient à Lille le 23, 24 octobre, le pasteur Eugène Hoffet défend le principe du rétablissement de la diaconesse de paroisse. Le congrès se conclut sur la déclaration suivante « Chaque église doit avoir son diacre ou sa diaconesse, aide du pasteur, comme Phoebe fut l'aide de St Paul.
La restauration du ministère de la femme est l'une des conditions d'un réveil de l'église chrétienne..... Dans l'état actuel des choses, il est impératif de rétablir, sous la direction du pasteur, le ministère des diaconesses de paroisse ».
Les réticences sont nombreux et l'instauration du diaconat pastoral se fait, en ordre dispersé suivant les lieux et les églises, précédant souvent de seulement quelques années l'accès des femmes au pastorat.
Dans l'église anglicane d'Angleterre, le sujet est en débat dans les années 1980, et l'accès au diaconat pour les femmes est entériné en 1987, l'accès à la prêtrise en 1994, mais d'autres églises anglicanes l'avait précédée (Canada en 1969, Hong Kong en 1971, Japon en 1978 L'église anglicane distingue ainsi la diaconesse (de statut laïque) et la femme-diacre, consacrée, accédant au premier degré de l'ordre.
L'église luthérienne distingue aussi la Diakonisse (laïque) et la Diakonin ayant un rôle proche du diacre permanent de l’Église catholique mais ni l'une ni l'autre n'est consacrée, l'église luthérienne ne réservant l'ordination qu'au pasteur.
Dans l'église réformée de France, un statut d'aide-pasteur féminin est créé en 1943, précédant de quelques années l'accès des femmes au pastorat
Chez les adventistes, la consécration des diacres est institutionnalisée mais celle des diaconesses est rare, remplacée par une simple cérémonie d'installation. Leur rôle initialement était de prendre soin des pauvres et des veuves mais il se diversifie peu à peu : préparation de la table de communion, assistance au lavement des pieds et aux baptêmes, accueil des membres, visite régulière à domicile et un mouvement se dessine pour leur donner aussi une dimension pastorale.

## Débats dans les Églises catholiques et orthodoxes

### Église catholique
La constitution d'une institution de diacres permanents a été promulguée le 21 novembre 1964, et les premières ordinations de diacres permanents ont eu lieu en 1967 avec pour rôle principal le service de la liturgie, de la parole et de la charité. En 1967, Paul VI en ouvrant le diaconat permanent aux hommes mariés éloigne ce statut du statut clérical. La question est alors posée de l'ouvrir aux femmes.
Des propositions sont faites dans ce sens pour les associer davantage au sacerdoce ministériel en signalant qu'elles tiennent déjà des rôles équivalents : catéchèse, enseignement religieux, services caritatifs, animation d'une communauté de travail, auxiliaires paroissiales. Une ordination confèrerait à celles-ci une dimension  plus ecclésiale et le support des grâces sacramentelles. La docteure en théologie Joëlle Ferry signale que cela réduirait aussi l'invisibilité dont la femme souffre souvent dans les églises, surtout si on les associe en outre à la diaconie de la parole en leur permettant de proclamer l'évangile et de donner l'homélie et entérinerait un état de fait puisqu'elles œuvrent déjà à de nombreux postes au sein de l'Église. En 1965, Jean Daniélou  , l' un des experts les plus en vue du concile de 1971, et réputé  peu progressiste, affirme qu'à ses yeux, l’ordination de diaconesses pourrait être autorisée « sans délai » (et ajoute qu'il ne voit « aucune objection théologique fondamentale » à l'ordination des femmes prêtres)
Lors de la préparation du concile de 1971, la conférence épiscopale canadienne demande que soit étudiée en profondeur la question des ministères féminins dans l'Église mais Paul VI retire le sujet du diaconat féminin du synode.
La conférence épiscopale allemande (en 1976) puis celle des États-Unis (en 1984) demande au pape de considérer la question mais les réponses de Paul VI et Jean-Paul II portent toujours sur l'impossibilité  d'ordonner des femmes-prêtres.
Quelques années plus tard, à la demande de Jean-Paul II, la commission théologique internationale étudie le cas du diaconat féminin, et produit en 1997, un document de 17 pages concluant en faveur d'une tradition dans l'église du diaconat féminin mais le cardinal Ratzinger refuse de le ratifier. Une seconde étude publiée en 2002 conclut sur le fait que « les diaconesses dont il est fait mention dans la Tradition de l’Église ancienne(...) ne sont pas purement et simplement assimilables aux diacres »et que « l’unité du sacrement de l’ordre(...) est fortement soulignée par la Tradition ecclésiale » et laisse le ministère se prononcer à la lumière de ces deux éclairages,.
En 2006, le pape Benoît XVI, en réponse à une question posée, tout en maintenant l'idée que le rôle ministériel doit être réservé à l'homme, s'interroge sur le moyen d'offrir plus d'espace et plus de responsabilités aux femmes,. 
Il publie en 2009, un motu proprio Omnium in mentem qui sépare plus nettement le statut de diacre et l'ordre presbytéral et épiscopal, en ajoutant le paragraphe suivant au canon 1009 du Code de droit canon : « Ceux qui sont constitués dans l’Ordre de l’épiscopat ou du presbytérat reçoivent la mission et la faculté d’agir en la personne de Christ Chef, les diacres en revanche deviennent habilités à servir le Peuple de Dieu dans la diaconie de la liturgie, de la Parole et de la charité ».
En août 2016, le pape François lance une commission d'étude sur le diaconat féminin. Celle-ci conclut sur l'existence de diaconesses dans les débuts de l'église mais peine à se mettre d'accord sur la nature de leur ordination.
Lors du synode Amazonie de 2019, de nombreux évêques demandent l'ordination de femmes-diacres, le document final rappelle ce fait (103), conclut sur l'importance d'accorder une place plus importante aux femmes dans l'Église (99 -103) et demande la création d'un ministère de femme leader de communauté (102).
Le 8 avril 2020, le pape François annonce la création d'une commission d’étude sur le diaconat féminin